# 戸川安栄
戸川 安栄（とがわ やすなが、文化2年（1805年） - 文久2年11月7日（1862年12月27日）は、江戸時代後期の幕臣（旗本）・知行3000石。官位は因幡守。諱は安荐、安栄の順に変えた。雅号は、剃髪後に江雪。
先代・安章の長男に生まれ、天保10年（1839年）、父の死により家督相続する。
天保4年（1833年）からの天保の大飢饉により、父の時代に天保9年（1838年）から5年間の倹約令が出されていたが、初年度以外は全く効果が現われず、財政難は一層深刻になった。そのため、弘化3年（1846年）正月から江戸屋敷に引き籠っていたが、同年2月に甲府勤番支配に命じられ、江戸・甲府間での往復費用並びに甲府での滞在費用を借金で賄い、ますます苦しくなった。
嘉永元年（1848年）には、借金総額が42095両（内訳は江戸13864両・大坂12421両・知行所15810両）に至り、倉敷の大橋家・植田家に財政仕法（財政再建）請負を依頼した。両家は、年貢米を担保にして既に貸付している借金・米の回収と仕法により年利12％の短期貸付金確保と役目の1年契約更新で引き受けた。同年6月両家の提出した領主生活費・家臣の俸禄削減、借金元への長期年賦の交渉・実現を柱とする財政仕法書に沿って財政再建を進めることになった。しかしながら借金の利子の支払いができる程度の効果しか出なかったので、元金は減らなかった。加えて安栄が取り決めを守らず勝手に新たな借金をしたり、生活費の増額を要求したりしたため、安政2年（1855年）には両家に役目を降りると通告される騒ぎを起こされ、両家に詫びを入れる事態を起こしている。
江戸では、その他四谷口門番役・先鉄砲頭を歴任。諸大夫に列した。
文久2年（1862年）11月7日没。享年58。